# キューバの農業

1961年以降のキューバの農業生産高の推移（2015年US$ベース）

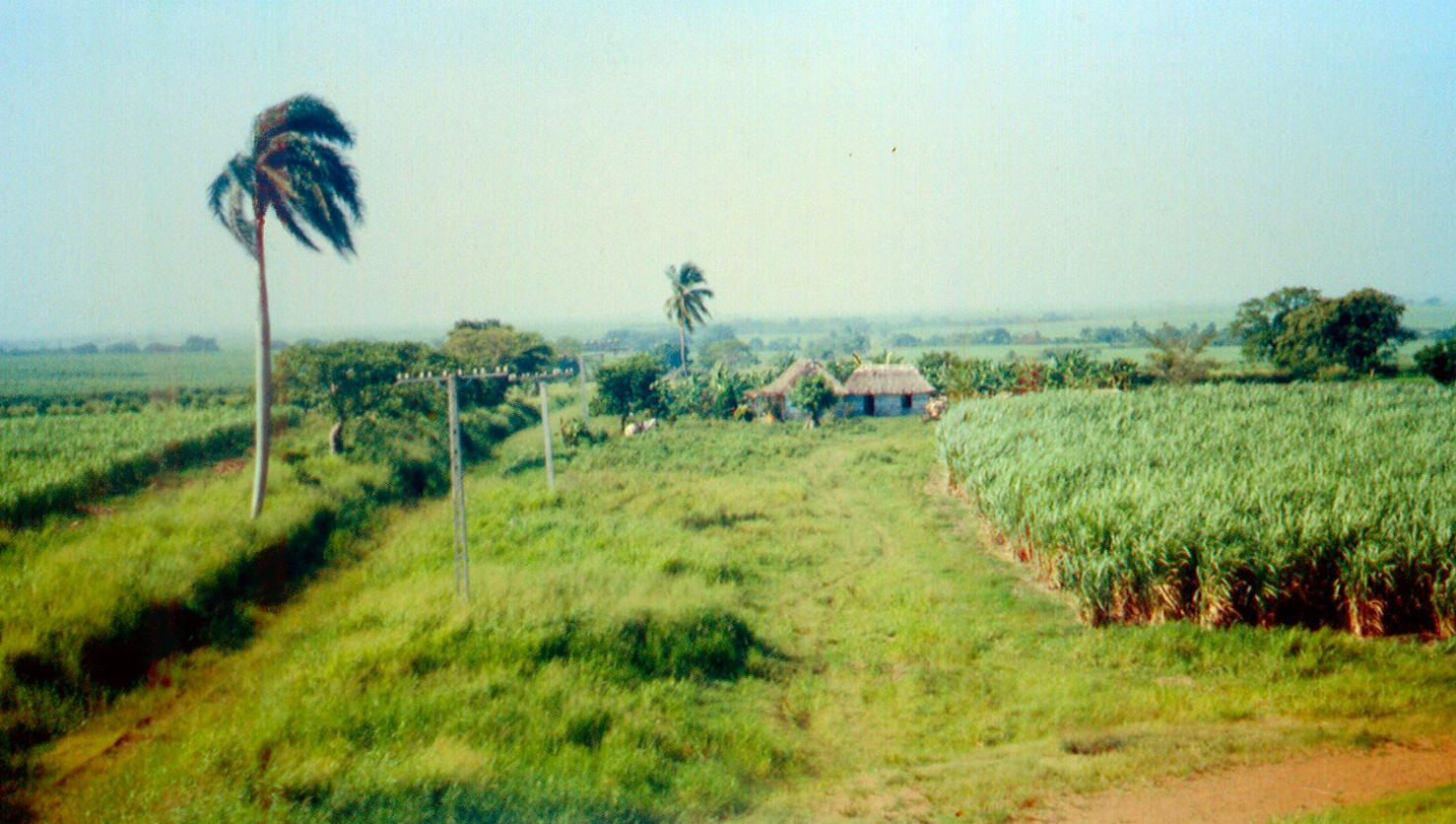
キューバ農村部のサトウキビ農園

キューバの農業（キューバののうぎょう）は、数百年にわたって経済において重要な役割を果たしてきた。現在、国内総生産（GDP）に占める農業の割合は10％に満たないが、労働人口の約20％を雇用している。国土の約30％が作物栽培に使われている。

## 歴史
キューバの農業の歴史は、キューバの歴史全般を反映して、5つの時代に分けることができる：
- 先植民地期キューバ（1492年以前）
- スペイン植民地キューバ（1492年～1902年）
- キューバ共和国（1902年～1959年）
- フィデル・カストロ政権下のキューバ、ソビエト連邦解体前（1959年～1992年）
- スペシャル・ピリオド（1993年～現在）

キューバの農業は、それぞれの時代において、独特の問題や障害に直面してきた。
スペイン植民地時代のキューバにおける農業は、急速な森林伐採をもたらした。(p21)海軍も農業も木材を必要としており、1815年、スペイン王室は砂糖プランターに自由に土地を伐採する権利を与えた。(p21)  サトウキビ栽培のための土地を提供し、製糖工場でのエネルギー源として木材を使用するために、大量の森林が伐採された。(p21)
1959年のキューバ革命以前は、キューバの農業部門はアメリカ経済が中心であった。革命後、革命政府は農地を国有化し、ソ連はキューバの主要農産物であるサトウキビにプレミアム価格を支払い、肥料を提供することでキューバの農業を支援した。砂糖はソ連によって市場価格の5倍以上で買い取られた。柑橘類の95％はコメコン諸国に輸出された。ソビエトはキューバに食料輸入の63％とガソリンの90％を提供した。
1991年のソビエト連邦崩壊後、キューバの農業部門は非常に困難な時期に直面した。砂糖産業はキューバ経済の中でも高度に機械化された部門のひとつで、その機械はソ連、チェコスロバキア、東ドイツから輸入されたものだった。(p80) 相互経済援助評議会の崩壊後、農具のスペアパーツの入手はますます困難になった。(p80)
キューバは持続可能な農法に頼らざるを得なくなった。1989年から1994年にかけて、農業生産は54％減少した。政府は、農民が利用できる種子の種類を増やすことで、農業の生物多様性を強化することを目指した。 1990年代、政府は食料生産を優先し、小規模農家に重点を置いた。1994年からは、農家が余剰生産物を国民に直接販売することを許可した。.人工的な肥料や農薬が不足したため、キューバの農業部門は大部分が有機農法に移行し、オルガノポニコがこの移行に大きな役割を果たした。
今日、農業生産にはいくつかの形態があり、UBPC（協同農業生産組合）やCPA（農業生産協同組合）などの協同組合がある。

## 都市農業
化学合成農薬や肥料の不足から、都市農業の民衆運動が発展した。(p5)2002年には、35,000エーカー（140km2）の都市農園が340万トンの食糧を生産した。現在の推定では、81,000エーカー（330平方キロメートル）にも上る。ハバナでは、市内の生鮮食品の90％が地元の都市農園や庭園からもたらされている。2003年には、20万人以上のキューバ人が拡大する都市農業部門で働いていた。 In Havana, 90% of the city's fresh produce come from local urban farms and gardens. In 2003, more than 200,000 Cubans worked in the expanding urban agriculture sector.
特に2021年以降、都市農業が重視されるようになり、小規模農家間の知識共有ネットワークが拡大した。

## 農産物

### キャッサバ

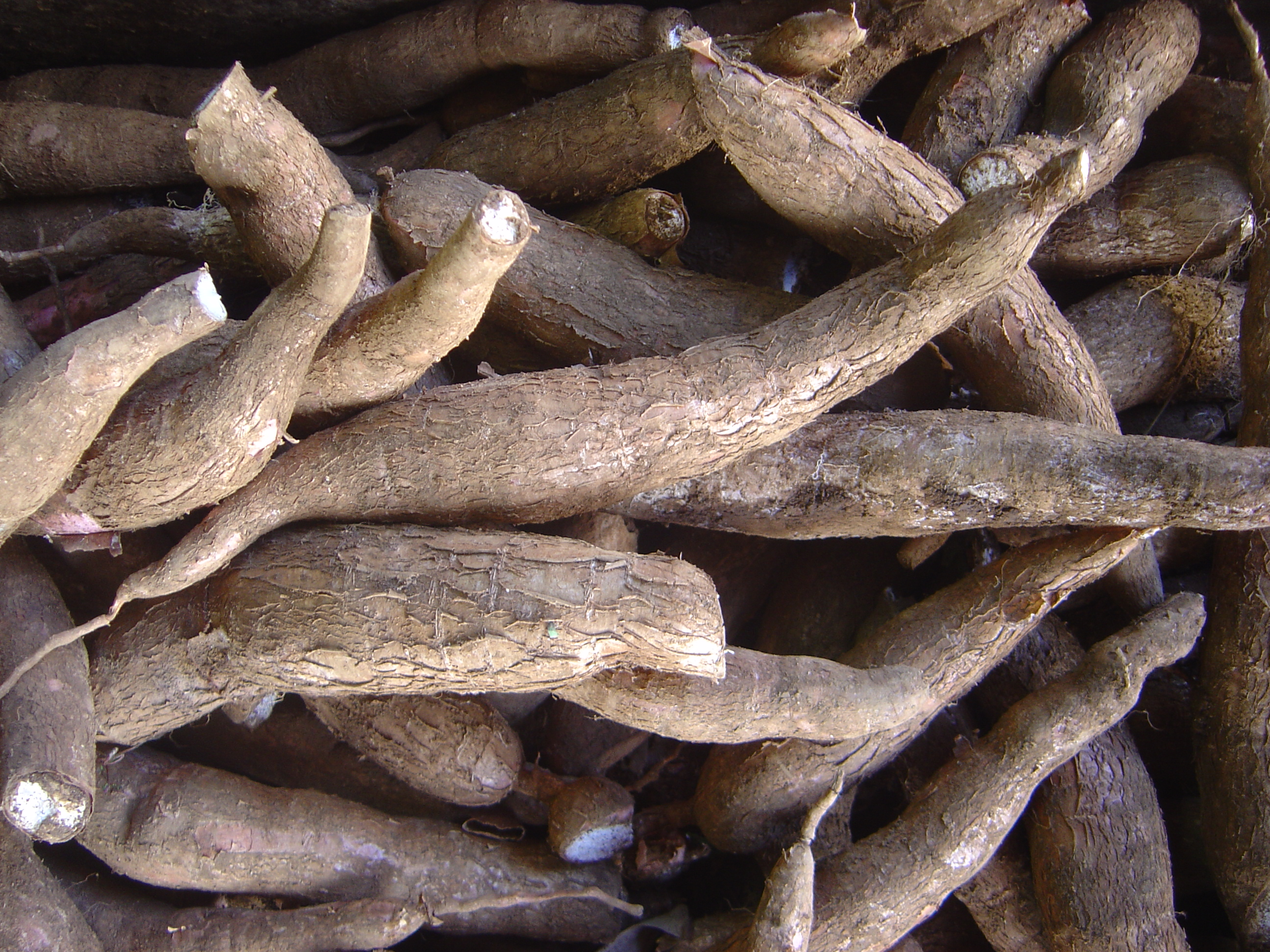
未加工のキャッサバの根

キャッサバはラテンアメリカ・カリブ海地域の原産で、同地域のほぼすべての国で栽培されている。キューバのキャッサバ生産量は30万トン（2001年）でカリブ海諸国では第2位であるが、1ヘクタール当たりの収穫量はカリブ海諸国の中で最低である。キャッサバの一部は、キューバ中部のフロリダ近郊の工場でソルビトールに加工される。

### 柑橘類
キューバは世界第3位のグレープフルーツ生産国である。柑橘類の60％はオレンジで、36％はグレープフルーツである。 柑橘類の生産と加工は、1991年にイスラエルからハバナの東約140kmに位置するジャグエイ・グランデ地区の企業が参加したことで、 キューバの農業部門における最初の外国投資となった。製品は主にCubanitaというブランド名でヨーロッパで販売されている。

### ジャガイモ
キューバにおけるジャガイモの消費量は年間25kg。ジャガイモは主にフライドポテトとして消費されている。ジャガイモの生産地（合計37,000エーカー（150 km2））はキューバ西部に集中している。キューバで栽培されている主な品種はデジレ種である。 年間40,000トンの種イモが、オランダやカナダのニューブランズウィック州から輸入されている。

### 米
米はキューバの主食であり、主な料理のひとつにモロス・イ・クリスティアーノスがある。キューバの米は主に西海岸で栽培されている。年に2回収穫がある。水不足や、キューバの他の産業と同様、肥料や近代的農業技術の不足により、生産は制限されている。そのため、キューバは米の主要輸入国となっている。.最近では、年間50万トンの精米が輸入されている。

### 砂糖

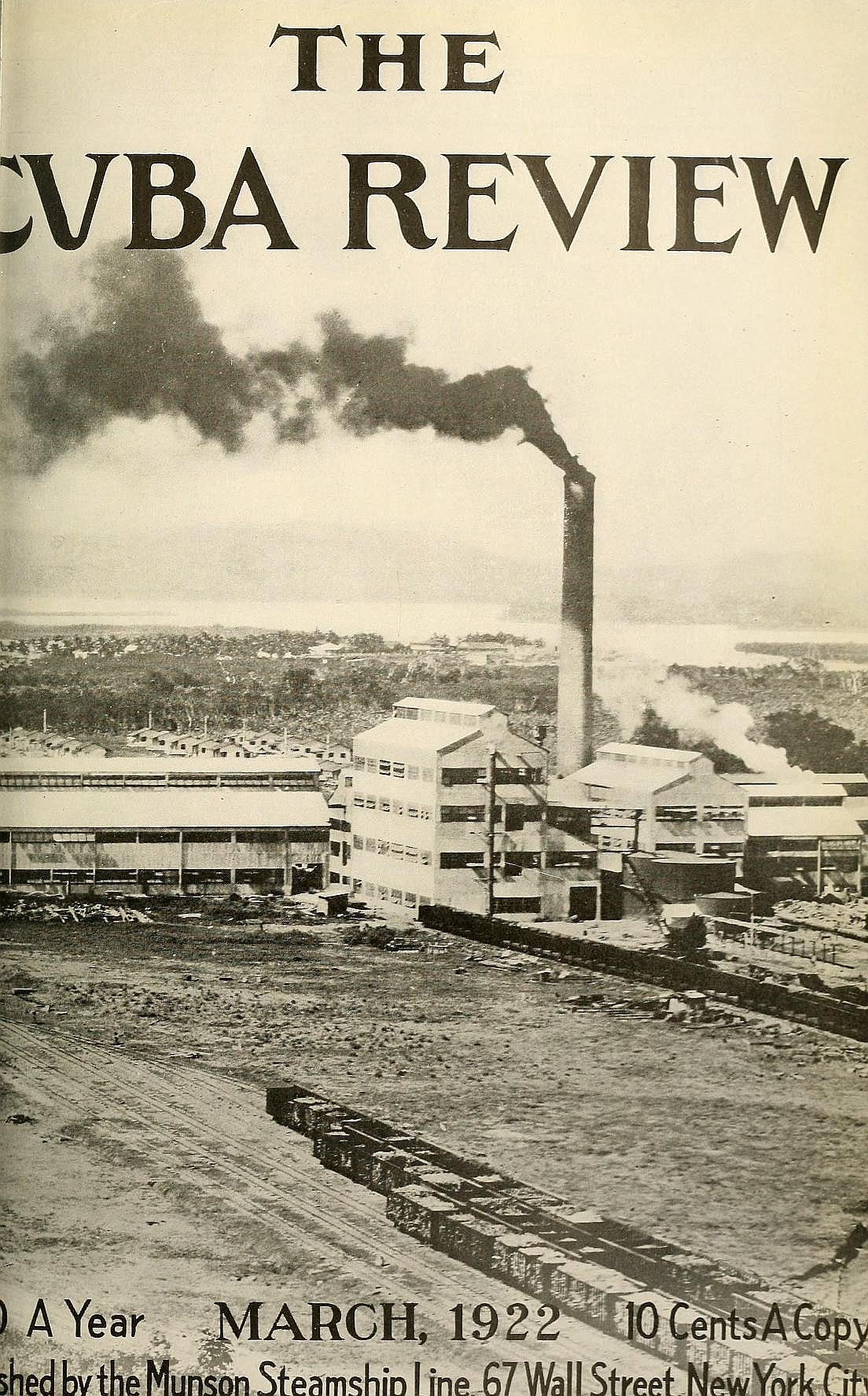
キューバの製糖工場、1922年頃。

キューバはかつて世界最大のサトウキビ輸出国だった。1960年代まで、アメリカはサトウキビ輸入の33％をキューバから得ていた。冷戦時代、キューバの砂糖輸出はソ連からの補助金でまかなわれていた。この貿易協定が崩壊した後、砂糖価格の暴落と同時に、キューバの製糖工場の3分の2が閉鎖された。10万人の労働者が職を失った。しかし、サトウキビ製糖工場での砂糖生産量は、2015年の期間に約800万トンから320万トンに減少した。2008年に始まった砂糖価格の上昇は、砂糖への新たな関心を刺激した。2012～2013年の生産量は160万～180万トンと推定される。40万トンが中国に輸出され、55万～70万トンが国内消費用である。

### タバコ

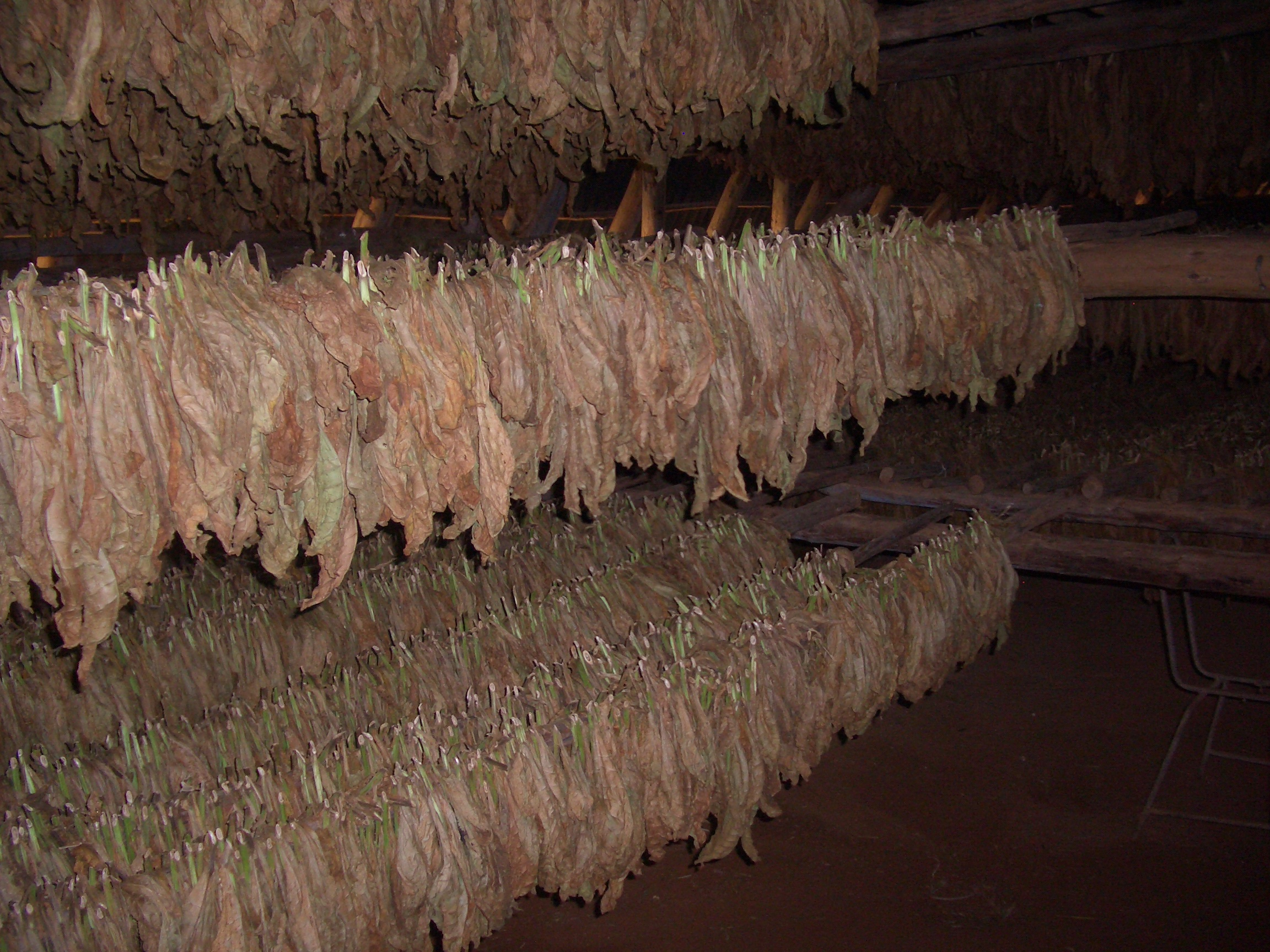
乾燥小屋におけるタバコの葉

キューバのタバコ栽培面積は世界第2位で、1990年代後半からほぼ横ばいで推移している。 葉巻は世界的に有名なキューバ製品であり、生産量のほぼすべてが輸出されている。 キューバのタバコ生産の中心はピナール・デル・リオ州である。葉巻から得られる収入は2億米ドルと推定されている。タバコはキューバにとって第3の外貨獲得源である。 キューバで栽培されている2つの主要品種はコロホ種とクリオロ種である。キューバで栽培されるタバコの85%は、全国小農民協会の会員によって生産されている。アメリカでは、キューバ産葉巻は特別な価値を持つ。なぜなら、キューバ産葉巻はアメリカの対キューバ禁輸措置により、禁制品として禁止されているからである。カナダでは、アメリカ人観光客向けの多くの店がキューバ産葉巻を販売している。

### トロピカルフルーツ
プランタンとバナナは、それぞれ国内生産量の47%と24%を占める。キューバで生産されているその他の熱帯果物は、マンゴー、パパイヤ、マメイサポテ、パイナップル、アボカド、グアバ、ココナッツ、バンレイシである。

### キューバの輸出
キューバの2017年の輸出総額は26億3000万ドルだった。 主な輸出品目は葉巻、粗糖、ニッケル製品、ラム酒、亜鉛など。